# Drapeau de la Communauté des pays de langue portugaise
Le drapeau de la Communauté des pays de langue portugaise, également connu sous le nom de drapeau de la Lusophonie, représente l'organisation intergouvernementale d'amitié entre les nations où le portugais est une langue officielle,,. Les pays de langue portugaise abritent plus de 270 millions de personnes à travers le monde. 

## Histoire
La CPLP a été créée en 1996 par sept pays : le Portugal, le Brésil, et cinq anciennes colonies portugaises d'Afrique : l'Angola, le Cap-Vert, la Guinée-Bissau, le Mozambique et São Tomé et Príncipe. Le Timor oriental a rejoint la communauté en 2002 après avoir retrouvé son indépendance de l'Indonésie ; la Guinée équatoriale l’a rejoint en 2014. Le Sénégal et Maurice sont membres associés.

## Symbolisme
Le drapeau symbolise l'union des pays lusophones : il s'agit d'un cercle bleu divisé en huit formes ondulées égales sur un champ blanc au centre duquel était placé un petit cercle bleu concentrique représentant l'union. Les formes ondulées sont restées au nombre de huit malgré l'adhésion du neuvième membre de la CPLP (la Guinée Équatoriale) en 2014.